# Jeffery Amherst, 1:e baron Amherst

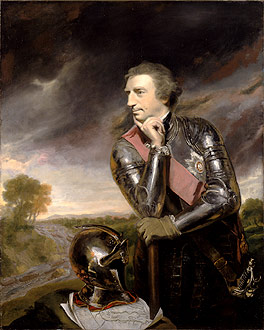
Jeffery Amherst, 1:e baron Amherst.

Jeffery Amherst, 1:e baron Amherst, född 29 januari 1717 i Sevenoaks i Kent, död där 3 december 1797, var en brittisk fältmarskalk. Han var farbror till William Amherst, 1:e earl Amherst.

## Biografi
Amherst inträdde 1731 i militärtjänst, deltog under österrikiska tronföljdskriget i slagen vid Dettingen, Fontenoy och Rocoux samt hade avancerat till överstelöjtnant, då Pitt 1758 gjorde honom till generalmajor och befälhavare över den expedition, som avgick mot franska Nordamerika.
Amherst intog samma år Louisbourg och fick därpå högsta ledningen av hela den brittiska anfallsstyrkan, intog 1759 själv Fort Ticonderoga, medan Wolfe erövrade Québec, samt framryckte 1760 mot Montréal, som kapitulerade inför den förenade brittiska hären. Amherst utnämndes därefter omedelbart till överbefälhavare i brittiska Nordamerika. Under de följande årens strider mot franskvänliga indianstammar ("Pontiacs uppror") underskattade Amherst sin fiende och förmådde föga uträtta. 
Han återkallades 1763 och mottogs i London, där hans motgångar i indiankriget inte var kända, med jubel som Kanadas erövrare samt överhopades med titlar och äreställen. År 1772 blev han generallöjtnant, erhöll 1776 peervärdigheten och blev 1778 general. Lord Amherst blev 1793 ordinarie högste befälhavare över brittiska armén, men visade i denna befattning, som han förut på förordnande skött sedan 1772, ringa duglighet och nödgades 1795 att avgå, varpå han följande år hugnades med fältmarskalksvärdigheten.